# Liste der Bodendenkmäler in Feuchtwangen
Auf dieser Seite sind die Bodendenkmäler in der mittelfränkischen Stadt Feuchtwangen zusammengestellt. Diese Tabelle ist eine Teilliste der Liste der Bodendenkmäler in Bayern. Grundlage ist die Bayerische Denkmalliste, die auf Basis des Bayerischen Denkmalschutzgesetzes vom 1. Oktober 1973 erstmals erstellt wurde und seither durch das Bayerische Landesamt für Denkmalpflege geführt wird. Die folgenden Angaben ersetzen nicht die rechtsverbindliche Auskunft der Denkmalschutzbehörde.

## Bodendenkmäler in Feuchtwangen
| Lage       | Objekt                                                                                  | Akten-Nr.     | Bild |
| ---------- | --------------------------------------------------------------------------------------- | ------------- | ---- |
| (Standort) | Burgstall des Mittelalters.                                                             | D-5-6727-0065 |      |
| (Standort) | Turmhügel des Mittelalters.                                                             | D-5-6727-0067 |      |
| (Standort) | Siedlung der Steinzeiten.                                                               | D-5-6727-0088 |      |
| (Standort) | Siedlung der Steinzeiten.                                                               | D-5-6727-0089 |      |
| (Standort) | Burgstall des Mittelalters sowie mittelalterliche und frühneuzeitliche Befunde          | D-5-6727-0091 |      |
| (Standort) | Mittelalterliche und frühneuzeitliche Befunde im Bereich der Evang.-Luth. Filialkirche  | D-5-6727-0093 |      |
| (Standort) | Mittelalterliche und frühneuzeitliche Befunde im Bereich der Evang.-Luth. Pfarrkirche   | D-5-6727-0095 |      |
| (Standort) | Burgstall des Mittelalters.                                                             | D-5-6727-0119 |      |
| (Standort) | Burgstall des Mittelalters.                                                             | D-5-6727-0120 |      |
| (Standort) | Freilandstation des Mesolithikums.                                                      | D-5-6728-0071 |      |
| (Standort) | Siedlung des Neolithikums.                                                              | D-5-6728-0097 |      |
| (Standort) | Turmhügel des Mittelalters.                                                             | D-5-6827-0007 |      |
| (Standort) | Untertägige Teile der abgegangenen mittelalterlichen Kapelle St. Leonhard               | D-5-6827-0016 |      |
| (Standort) | Freilandstation des Mesolithikums und Siedlung des Neolithikums.                        | D-5-6827-0019 |      |
| (Standort) | Archäologische Befunde im Bereich des ehemaligen mittelalterlichen Adelssitzes          | D-5-6827-0021 |      |
| (Standort) | Burgstall des Mittelalters.                                                             | D-5-6827-0027 |      |
| (Standort) | Freilandstation des Mesolithikums.                                                      | D-5-6827-0028 |      |
| (Standort) | Freilandstation des Mesolithikums.                                                      | D-5-6827-0030 |      |
| (Standort) | Freilandstation des Mesolithikums.                                                      | D-5-6827-0031 |      |
| (Standort) | Siedlung der Steinzeiten.                                                               | D-5-6827-0038 |      |
| (Standort) | Mittelalterliche oder frühneuzeitliche Befunde im Bereich der Evang.-Luth. Nebenkirche  | D-5-6827-0046 |      |
| (Standort) | Mittelalterliche und frühneuzeitliche Befunde im Bereich der befestigten Altstadt       | D-5-6827-0049 |      |
| (Standort) | Siedlung der Steinzeiten.                                                               | D-5-6827-0057 |      |
| (Standort) | Burgstall des Mittelalters.                                                             | D-5-6827-0058 |      |
| (Standort) | Mittelalterliche und frühneuzeitliche Stadtbefestigung von Feuchtwangen                 | D-5-6827-0059 |      |
| (Standort) | Mittelalterliche und frühneuzeitliche Befunde im Bereich der nördlichen Vorstadt        | D-5-6827-0060 |      |
| (Standort) | Mittelalterliche und frühneuzeitliche Befunde im Bereich des ehem. Benediktinerklosters | D-5-6827-0061 |      |
| (Standort) | Mittelalterliche und frühneuzeitliche Befunde im Bereich der ehem. Friedhofskirche      | D-5-6827-0062 |      |
| (Standort) | Mittelalterliche und frühneuzeitliche Befunde im Bereich der abgegangenen Kapelle       | D-5-6827-0063 |      |
| (Standort) | Mittelalterliche und frühneuzeitliche Befunde im Bereich der Evang.-Luth. Pfarrkirche   | D-5-6827-0067 |      |
| (Standort) | Untertägige Teile der abgegangenen mittelalterlichen und frühneuzeitlichen Kapelle      | D-5-6827-0068 |      |
| (Standort) | Mittelalterliche und frühneuzeitliche Befunde im Bereich der Evang.-Luth. Pfarrkirche   | D-5-6827-0070 |      |
| (Standort) | Untertägige mittelalterliche und frühneuzeitliche Befunde                               | D-5-6827-0084 |      |
| (Standort) | Mittelalterliche und frühneuzeitliche Befunde im Bereich der südlichen Vorstadt         | D-5-6828-0037 |      |
| (Standort) | Freilandstation des Mesolithikums und Siedlung des Neolithikums.                        | D-5-6828-0041 |      |
| (Standort) | Siedlung der Steinzeiten.                                                               | D-5-6828-0042 |      |
| (Standort) | Schlagplatz der Steinzeiten.                                                            | D-5-6828-0043 |      |
| (Standort) | Freilandstation des Mesolithikums.                                                      | D-5-6828-0044 |      |
| (Standort) | Siedlung des Neolithikums.                                                              | D-5-6828-0068 |      |
| (Standort) | Turmhügel des Mittelalters.                                                             | D-5-6828-0069 |      |
| (Standort) | Siedlung der Steinzeiten.                                                               | D-5-6828-0071 |      |
| (Standort) | Siedlung der Steinzeiten.                                                               | D-5-6828-0072 |      |
| (Standort) | Untertägige Teile der abgegangenen mittelalterlichen Kapelle St. Ulrich.                | D-5-6828-0077 |      |
| (Standort) | Mittelalterliche und frühneuzeitliche Befunde im Bereich von Schloss Thürnhofen.        | D-5-6828-0079 |      |